# Wyszukiwanie spersonalizowane
Wyszukiwanie spersonalizowane – określenie to dotyczy wyszukiwania w Internecie, dostosowanego specjalnie do indywidualnych zainteresowań użytkownika. Możliwe to jest przez gromadzenie informacji na temat użytkownika z pomijając frazy wpisywane w polu wyszukiwania. Autorzy artykułu Personalized search, który pojawił się na łamach amerykańskiego pisma informatycznego „Communications of the ACM”, opisali dwa ogólne sposoby personalizowania wyników wyszukiwania; pierwszy dotyczący modyfikowania zapytania użytkownika, a drugi zmiany kolejności wyników wyszukiwania.

## Historia i funkcjonowanie
Google zaprezentowało wyszukiwanie spersonalizowane w 2004 roku, a rok później zostało ono zaimplementowane w wyszukiwarce Google. W 2009 roku Google wdrożyło ten sposób wyszukiwania dla wszystkich użytkowników, także dla tych, którzy nie posiadali konta Google. Niewiele jest podanych do informacji publicznej konkretów na temat tego, jak Google personalizuje wyniki wyszukiwania. W 2011 roku opublikowano na oficjalnym blogu Google wpis informujący, że wyszukiwarka Google personalizuje dla użytkownika wyniki oparte na używanym przez niego języku, jego geolokalizacji, historii zapytań w wyszukiwarce, a także na jego powiązaniach społecznościowych w Google+.
Pierwsze wyszukiwarki, takie jak Yahoo! i AltaVista wyświetlały wyniki oparte wyłącznie na słowach kluczowych. Wprowadzone przez Google wyszukiwanie spersonalizowane stało się zdecydowanie bardziej kompleksowe – celem było „zrozumienie dokładnie tego, co użytkownik miał na myśli i dostarczeniu mu precyzyjnie tego, co potrzebuje”. Obecnie, korzystając z matematycznych algorytmów, wyszukiwarki są w stanie zwracać wyniki oparte na wielu linkach; im więcej linków znajduje się na danej stronie, tym wyżej jest ona ulokowana na stronie z wynikami. Wyszukiwarki mają dwa poziomy zaawansowania: płytki oraz głęboki. Na najpłytszym poziomie narzędzie wyszukiwania zna pewne konkretne informacje dotyczące zapytania. Na poziomie głębokim wyszukiwarka ma dostęp do szerokiej bazy danych, które dają możliwość dostarczenia unikalnych informacji, które są użyteczne w przypadku konkretnego zapytania. Jeśli użytkownik poda w polu wyszukiwarki frazę, która wyczerpuje temat zapytania, wówczas wyszukiwarka będzie funkcjonować na poziomie płytkim, wyłącznie lokalizując żądaną informację. Jeśli użytkownik nie poda wystarczająco dużo szczegółów, wówczas narzędzie wyszukiwania może działać w trybie głębokim.
Wiele wyszukiwarek korzysta z danych związanych ogólnie ze społeczeństwem lub z konkretną grupą ludzi, jednak wyszukiwanie spersonalizowane polega na profilu użytkownika, który jest wyjątkowy dla każdego z nich. Systemy badawcze, które personalizują wyniki wyszukiwań, przedstawiają ich użytkowników w różnoraki sposób. Opierają się one albo na użytkownikach, wyraźnie określając ich zainteresowania, lub też na cechach demograficzno-kognitywnych. Jednak dostarczane na temat użytkownika informacje mogą być trudne do przechowywania i aktualizacji. Zbudowano także ukryte modele użytkownika oparte na treści, którą on przeczytał lub na odwiedzanych przez użytkownika stronach internetowych.
Istnieje kilka dostępnych publicznie systemów do personalizowania wyników wyszukiwania (m.in. Google Personalized Search, personalizacja wyników w wyszukiwarce Bing). Jednak szczegóły techniczne komercyjnych systemów oraz ich oceny są zastrzeżone. Sposobem, z jakiego Google korzysta w celu personalizowania wyszukiwań, jest śledzenie czasu jaki użytkownik spędza na konkretnych stronach, co dostępne jest poprzez historię odwiedzanych stron, jeśli użytkownik udostępnił ją w przeglądarce. Jeśli osoba korzysta, poprzez wyniki wyszukiwań w Google’u, więcej z jednej strony, wyszukiwarka uznaje, że użytkownik tę stronę lubi. Zatem kiedy szukający wpisuje konkretne frazy w polu wyszukiwania, algorytm spersonalizowanego wyszukiwania Google poprawia wynik strony, przesuwając ją wyżej w rezultatach wyszukiwania. Nawet jeśli osoba jest wylogowana, Google może personalizować wyniki, ponieważ przez 180 dni wyszukiwarka przechowuje rejestr tego co konkretna przeglądarka szukała, dzięki ciasteczkom.
Grupa badaczy z bostońskiego Northeastern University przeanalizowała jak wyniki spersonalizowanych wyszukiwań prezentowane są użytkownikom. Porównując wszystkich wyszukujących, między zalogowanymi użytkownikami a grupą kontrolną, grupa badaczy stwierdziła, że w przypadku 11,7% wyników pojawiły się różnice, co spowodowane było personalizacją, choć te różnice zależały głównie od wpisanego w wyszukiwarce zapytania oraz od pozycji w rankingu wyników. Z wielu zbadanych czynników, dwa miały wyraźny wpływ: zalogowanie na koncie Google i adres IP szukających użytkowników. Rezultaty wyszukiwań z wysokim poziomem personalizacji dotyczy głównie przedsiębiorstw i polityki. Jednym z czynników kierujących personalizacją jest lokalizacja wyników. Po wpisaniu frazy dotyczącej przedsiębiorstwa wyświetlane są wyniki z lokalizacją firmy, zależnie od miejsca, w którym użytkownik przebywa; np. jeśli w wyszukiwarce wpisano „sprzedaż samochodów używanych”, Google może wygenerować wyniki z lokalnymi dealerami samochodów. Z drugiej strony, zapytania najmniej obciążone personalizacją dotyczą fraz dotyczących faktów („fakty dotyczące helodermy arizońskiej”) oraz zdrowia („czym jest gluten?”).
Przy pomiarze poziomu personalizacji istotne jest wyeliminowanie szumu w tle. W tym przypadku jednym z typów takiego szumu jest efekt przeniesienia (carry-over effect). Efekt ten może być zdefiniowany następująco: użytkownik korzysta z wyszukiwarki, po czym następuje kolejne wyszukiwanie, wyniki tego drugiego wyszukiwania będą zależały od pierwszego wyszukiwania. Najpopularniejsze linki są mniej podatne na zmiany oparte na personalizacji, natomiast najefektywniejsza personalizacja występuje w przypadku niskich pozycji w wynikach. Ta personalizacja jest oparta na najświeższej historii wyszukiwania; efekt przeniesienia nie jest zatem stałym elementem personalizacji, ponieważ, według badaczy, zjawisko wygasza się po 10 minutach.